# Efeito do par inerte
O efeito do par inerte refere-se à observação empírica de que os elementos mais pesados dos grupos 13 a 17 da tabela periódica têm frequentemente estados de oxidação que são duas unidades a menos do que o máximo previsto para o seu grupo. Por exemplo, embora um estado de oxidação +3 seja comum para os elementos do grupo 13, o elemento mais pesado no grupo 13, tálio (Tl), forma mais facilmente compostos no estado de oxidação +1. O mesmo ocorre com o chumbo: embora esteja no grupo 14 (cujo estado de oxidação comum é +4), o chumbo forma compostos predominantemente no estado de oxidação +2. 
O efeito do par inerte diz que os elétrons de valência de elementos metálicos, em especial os pares 5s2 e 6s2 que seguem a segunda e terceira fileira de metais de transição, são menos propensos a participarem de reações químicas do que seria esperado com base em tendências periódicas, como carga nuclear efetiva, tamanhos atômicos e energias de ionização. Em, Tl, Sn, Pb, Sb, Bi e, em certa medida, Po nem sempre mostram seus estados de oxidação máximo esperados. Pelo contrário, às vezes formam compostos nos quais os seus estados de oxidação são duas unidades menores do que seria esperado.
Parece haver duas razões principais para o efeito do par inerte:
- Energias de ionização crescentes e
- Diminuição das forças de ligação.

## Energias de ionização
Um dos principais princípios utilizados para explicar este efeito é a tendência em energias de ionização à medida em que se desce por um grupo em particular. O tamanho atômico geralmente aumenta à medida que se vai para baixo um grupo, e porque o tamanho atômico aumenta para baixo um grupo, a energia da ionização é esperada tipicamente diminuir gradualmente. Há uma diminuição de B para Al como seria esperado, mas as energias de ionização de Ga, In e Tl são mais altas do que a tendência costumava predizer. A melhor explicação é que os elétrons 4s, 5s e 6s desses elementos não estão bem protegidos do núcleo pelas subcamadas d e f. Estes elétrons são mais difíceis de ionizar, porque eles experimentam uma maior carga nuclear efetiva do que o esperado.
As energias de ionização aumentam porque as subcamadas cheias (n-1)d ou (n-2)f são relativamente ineficientes para blindar os elétrons em orbitais ns. Deste modo, os dois elétrons da subcamada ns experimentam uma carga nuclear extraordinariamente elevada, pelo que são fortemente atraídos para o núcleo, reduzindo a sua participação na ligação. Por conseguinte, é substancialmente mais difícil do que o esperado remover estes  elétrons, como mostrado na Tabela abaixo pela diferença entre as primeiras energias de ionização de tálio e alumínio. Como Tl é menos provável que Al para perder seus dois elétrons ns2, seu estado de oxidação mais comum é +1 em vez de +3.
| Elemento | Configuração Eletrônica | I1 (kJ/mol) | I1 + I2 + I3 | Média da energia de ligação M-Cl (kJ/mol) |
| B        | [He] 2s2 2p1            | 801         | 6828         | 536                                       |
| Al       | [Ne] 3s2 3p1            | 578         | 5139         | 494                                       |
| Ga       | [Ar] 3d10 4s2 4p1       | 579         | 5521         | 481                                       |
| In       | [Kr] 4d10 5s2 5p1       | 558         | 5083         | 439                                       |
| Tl       | [Xe] 4f14 5d10 6s2 5p1  | 589         | 5439         | 373                                       |
| -------- | ----------------------- | ----------- | ------------ | ----------------------------------------- |

## Energias de ligação
Outro princípio importante envolvido no efeito de par inerte é a tendência das energias de ligação à medida que se desce em um grupo. As energias de ligação normalmente diminuem para baixo no grupo. Espera-se uma diminuição das energias de ligação diminua devido ao aumento do raio atômico e, consequentemente, há um aumento da distância de ligação. Quando a distância de ligação aumenta, a resistência de ligação diminui porque é mais difícil para os dois elementos manterem conjuntamente os elétrons da ligação. Esta tendência, combinada com as energias de ionização acima da média, compõem uma grande parte do motivo do efeito do par inerte. Para dar um exemplo, para os elementos afetados pelo efeito do par inerte, mais energia é necessária para obter os elétrons para formar ligações, e não o suficiente da energia é recuperada quando as ligações são formadas para obter os elementos ao seu estado de oxidação esperado, de modo que atingem o estado de oxidação normal X-2.
Descendo por um grupo, os átomos geralmente se tornaram maiores, e a sobreposição entre os orbitais de valência dos átomos ligados diminui. Consequentemente, as resistências de ligação tendem a diminuir para baixo numa coluna. Descidas semelhantes são observadas para os átomos dos grupos 14 e 15.
O efeito líquido destes dois fatores - energia de ionização crescente e força de ligação decrescente - é que, ao descer por um grupo no bloco p, a energia adicional liberada formando duas ligações adicionais não é, eventualmente, suficientemente grande para compensar a energia adicional necessária para remover os dois elétrons ns2.
Em outras palavras, para os elementos situados após as séries de metais de transição, a presença de orbitais (n-1)d e/ou (n-2)f atuam como espaçadores energéticos entre os orbitais ns e np da camada de valência, dificultando bastante a hibridização de orbitais necessária para disponibilizar os elétrons ns2 para participarem da química. Em átomos como Tl, Pb e Bi, a hibridização s-p se torna energeticamente desfavorável, estabilizando estados de oxidação mais baixos e desestabilizando o estado mais alto previsto para o grupo.

## Importância
O efeito do par inerte afeta a química de vários elementos pesados de forma significativa, em especial os metais pós-transição dos períodos 5 e 6. Um exemplo bastante conhecido são o chumbo (Pb) e o estanho (Sn), que pertencem ao grupo 14 (cujo estado de oxidação característico seria +4), mas demonstram comumente o estado de oxidação +2. Este estado é um agente redutor no estanho, sendo oxidado facilmente para +4, porém no chumbo ele é o estado mais comum. Chumbo (II) (Pb2+) tem uma química amplamente conhecida e comum, enquanto chumbo (IV) é raro, presente em poucos compostos e um forte agente oxidante. Outro elemento químico afetado é o bismuto (Bi), cuja química praticamente se restringe ao estado de oxidação +3, quando o nox característico máximo do grupo ao qual pertence (grupo 15) é +5. Este efeito também afeta o mercúrio, cuja configuração eletrônica termina em 6s2, um par inerte. Consequentemente, torna-se difícil ionizar um átomo de mercúrio, fazendo com que, em alguns aspectos, ele se comporte de forma próxima a um gás nobre (um exemplo disso é o vapor de mercúrio, formado por átomos isolados de Hg não ligados a outros elementos). Este fato explica a baixa reatividade do elemento mercúrio e também o seu ponto de fusão anormalmente baixo: devido à inércia de seus 2 elétrons de valência, a ligação metálica no Hg é muito fraca, o que explica o fato deste elemento ser líquido à temperatura ambiente.
Uma característica notável é o fato das espécies químicas Hg0, Tl+, Pb2+ e Bi3+ serem isoeletrônicas, sendo que a configuração deles é a mesma do átomo neutro de Hg, que se comporta como um "falso gás nobre" devido à sua configuração eletrônica relativamente estável. Este fato também explica a estabilidade do íon Hg2+
2 e do íon incomum Au- (aureto) presente no composto aureto de césio, CsAu.
O efeito do par inerte é previsto para afetar de forma mais intensa os elementos mais pesados do período 7, especialmente o fleróvio e o copernício.[carece de fontes?]